# Congratulations
Congratulations je druhé studiové album americké skupiny MGMT. Poprvé bylo zveřejněno 20. března roku 2010 prostřednictvím internetových stránek kapely, přičemž klasického vydání se dočkalo 13. dubna toho roku. V americké hitparádě Billboard 200 se umístilo na druhé příčce, v britské UK Albums Chart na čtvrté. Autorem obalu alba je výtvarník Anthony Ausgang. Deska obsahuje například píseň „Brian Eno“, která je poctou stejnojmennému hudebníkovi a producentovi. V textu písně je zmíněno například celé hudebníhovo rodné jméno, tj. „Brian Peter George St. John le Baptiste de la Salle Eno“.

## Seznam skladeb
Autorem všech textů je Andrew VanWyngarden. Hudbu složili Andrew VanWyngarden a Ben Goldwasser.
1. „It's Working“ – 4:06
2. „Song for Dan Treacy“ – 4:09
3. „Someone's Missing“ – 2:29
4. „Flash Delirium“ – 4:15
5. „I Found a Whistle“ – 3:40
6. „Siberian Breaks“ – 12:09
7. „Brian Eno“ – 4:31
8. „Lady Dada's Nightmare“ – 4:31
9. „Congratulations“ – 3:55